# Вудрафф, Майкл
Сэр Майкл Вудрафф (анг. Michael Woodruff; род. 3 апреля 1911, Милл-Хилл, Большой Лондон, Англия, Великобритания — 10 марта 2001, Эдинбург, Шотландия, Великобритания) — английский хирург и учёный, известный своим исследованием в области трансплантации органов. Майкл родился в Лондоне, провёл молодость в Австралии, где он получил степени в области электротехники и медицины. Окончив учёбу после начала Второй мировой войны, он присоединился к Медицинскому корпусу австралийской армии. Но вскоре был захвачен японскими войсками и заключён в тюремный лагерь Чанги. Там он разработал оригинальный метод извлечения питательных веществ из сельскохозяйственных отходов для предотвращения недоедания среди своих собратьев.
По окончании войны Вудрафф вернулся в Англию и начал долгую карьеру в качестве академического хирурга, сочетая клиническую работу и исследования. Вудрафф в основном изучал такие направления, как отторжение трансплантата и иммуносупрессия. Благодаря работе в этих областях биологии трансплантации Майкл Вудрафф стал первым хирургом, который провёл первую трансплантацию почки в Соединённом Королевстве 30 октября 1960 года. В связи с этим и другим научным вкладом, Вудрафф был избран членом Королевского общества в 1968 году и получил степень рыцаря-бакалавра в 1969 году. В 1976 году, уйдя с хирургической работы, он оставался активной фигурой в научном сообществе, занимался исследованиями в сфере онкологических заболеваний и работал в советах директоров различных медицинских и научных организаций.

## Ранняя жизнь
Майкл Вудрафф родился 3 апреля 1911 года в Милл-Хилл, Лондон, Англия. В 1913 году его отец, Гарольд Вудрафф, профессор ветеринарной медицины Королевского ветеринарного колледжа в Лондоне, перевёз семью в Австралию, чтобы занять должность профессора ветеринарной патологии и директора Ветеринарного института в Мельбурнском университете. Старший Вудрафф позже стал профессором бактериологии. Новая жизнь семьи в Австралии была прервана Первой мировой войной, ее начало побудило Гарольда поступить на военную службу. Он стал офицером в ветеринарном корпусе австралийской армии и был отправлен в Египет.
В 1919 году Гарольд вступил в повторный брак. Его сыновья учились в начальной школе Тринити в Мельбурне. С тех пор Майкл провёл всю свою молодость в Австралии, за исключением одного года, проведенного в Европе в 1924 году, когда его отец отправился в отпуск в Парижский институт имени Пастера. В это время Вудрафф и его брат поступили в колледж Королевы в Тонтоне, Сомерсет, на южном побережье Англии. Директор школы уничижительно расценил австралийцев как «колониалов», которые были «отсталыми» и отправил Вудраффа на один курс меньше, чем он заслуживал. По возвращении в Австралию Вудрафф учился в частном методистском колледже Уэсли. Особенно выделял для себя математику и греблю.

## Карьера
Вскоре после свадьбы Вудрафф решил отправиться в Англию, чтобы сдать вторую половину межвузовского экзамена на уровень квалификации FRCS. Вудрафф взял свою новую жену без гарантии занятости и отказался от двухлетней стажировки в Оксфордском университете, предложенной Австралийским Красным Крестом, потому что он требовал обязательного возврата домой с последующим трудоустройством. Перед отъездом он подал заявление на должность преподавателя хирургии в университете Шеффилда, и узнал, что университет принял его заявление. Он сдал экзамен, подтверждающий квалификацию FRCS, в 1947 году. Интересным фактом является то, что одним из экзаменаторов был полковник Джулиан Тейлор, который был с Майклом Вудраффом в Чанги.

### Шеффилд
После сдачи экзамена Вудрафф вступил в должность в Шеффилде, где он обучался экстренной и выборной хирургии. Первоначально планировалось проведение хирургических исследований, но в Шеффилде не было места для подобного рода экспериментов в хирургической лаборатории. Вместо этого Вудраффу дали место в лаборатории патологии, где он изучал отторжение трансплантата, процесс, в котором иммунная системареципиентатрансплантата атакует трансплантированную ткань. Вудрафф особенно интересовался аллотрансплантацией щитовидной железы в передней камере глаза, потому что в данном виде исследований не встречались отторжения. Работа Вудраффа с аллотрансплантатами дала ему прочную основу для работы в развивающейся области трансплантации и отторжения. Чтобы продвинуться в этих областях, Вудрафф организовал встречу с выдающимся зоологом Питером Медаваром. Обоим учёным была интересна область трансплантации и отторжений, что привело в последующем к длительным профессиональным отношениям. Несмотря на его достижения в Шеффилде, Вудраффу было отказано в поданной им заявке на должность в Королевской больнице Мельбурна.

### Абердин
В 1948 году, вскоре после подачи заявки на должность в Мельбурне, Вудрафф переехал из Шеффилда в Университет Абердина, где ему дали должность старшего преподавателя. В Абердине Вудрафф получил доступ в лабораторию под руководством профессора Билла Уилсона, а также был удостоен гранта, позволяющего его жене получать оплату за предоставленные ею услуги. Вудрафф воспользовался этой возможностью и применил навыки своей жены в качестве лаборанта для исследования маточных артерий (трансплантация ткани выполнялась, когда реципиент был ещё в утробе матери). В то время хирургическое сообщество выдвигало гипотезу о том, что если бы реципиенту давали маточные трансплантаты, он мог бы получать ткани от донора в более позднем возрасте без риска отторжения. Эксперименты Вудраффа с крысами, однако, дали отрицательные результаты. Вудрафф также начал работу над антилимфоцитарной сывороткой для иммуносупрессии с небольшим первоначальным успехом.

### Эдинбург
В 1957 году Вудрафф был назначен на кафедру хирургической науки в Эдинбургском университете без собеседования. В университете он поровну разделил время между своими клиническими и преподавательскими обязанностями, и своими исследованиями. Ему также разрешили назначить двух помощников исследователей, которые впоследствии стали самодостаточными исследователями — Дональда Мичи и Джеймса Ховарда. В качестве основной части своих исследований Вудрафф был почетным директором исследовательской группы по трансплантации, созданной Советом медицинских исследований.
Основные исследования исследовательской группы касались иммунологической толерантности (восприятия организмом тканей, в отличие от отторжения), аутоиммунной гемолитической анемии (особенно у мышей) и иммунных реакций на рак у различных животных. В своей клинической роли Вудрафф начал программу сосудистой хирургии и работал с использованием иммунотерапии в качестве лечения рака, а также лечения аутоиммунной гемолитической анемии. Тем не менее, его наиболее важные клинические достижения были совершены в области трансплантации почек.
В частности, он провёл первую в Великобритании пересадку почки в Королевском лазарете в Эдинбурге. Вудрафф некоторое время ждал подходящего пациента, надеясь найти пациента с идентичным близнецом, который выступил бы в качестве донора, поскольку это значительно снизило бы риск отторжения. Пациент, которого Вудрафф в конце концов нашёл, был 49-летним мужчиной, который получил одну из почек своего брата-близнеца 30 октября 1960 года. Донорская почка была изъята Джеймсом Россом и пересажена Вудраффом. Оба близнеца жили ещё шесть лет, прежде чем умерли от болезни, не связанной с трансплантацией. Вудрафф думал, что ему нужно быть бдительным при первой пересадке почки, поскольку он считал, что отношение британского медицинского сообщества является консервативным по отношению к трансплантации. С тех пор и до выхода на пенсию в 1976 году он выполнил 127 операций по пересадке почек. Также в 1960 году Вудрафф опубликовал «Трансплантацию тканей и органов», всесторонний обзор биологии трансплантата и одну из семи книг, которые он написал. Он был награждён медалью Lister 1969 за вклад в хирургическую науку. Соответствующая Lister Oration, врученная в Королевском колледже хирургов Англии, была вручена 8 апреля 1970 года и называлась «Биологические аспекты индивидуальности».
Успех программы клинической трансплантации Вудраффа был признан и усилен благодаря финансированию Фонда Наффилда для строительства и открытия отделения трансплантации хирургии Наффилда в Западной больнице общего профиля в Эдинбурге. В 1970 году в трансплантационном отделении случилась вспышка гепатита В, что привело к смерти нескольких пациентов и четырёх сотрудников Вудраффа из-за молниеносной печёночной недостаточности. Вудрафф был глубоко потрясён потерей, и подразделение было закрыто на время, пока проводилось расследование для разработки плана действий в чрезвычайных ситуациях, чтобы избежать такой катастрофы в будущем. Позднее подразделение возобновило работу.
Вудрафф уволился из Эдинбургского университета в 1976 году. Его должность занял профессор Джеффри Дункан Чисхолм, который присоединился к отделу клинической и популяционной цитогенетики MRC. Следующие десять лет он провел там, занимаясь исследованиями в области онкологии с основным акцентом на иммунологию опухолей. За это время Вудрафф также опубликовал двадцать пять статей и две книги. После ухода из области исследования раковых заболеваний Вудрафф спокойно жил со своей женой в Эдинбурге, время от времени путешествуя до своей смерти 10 марта 2001 года в возрасте 89 лет.

## Публикации
Огромный вклад Вудрафф также внёс благодаря огромному объёму публикаций. В дополнение к написанию более двухсот научных работ, Вудрафф за свою карьеру написал семь книг, охватывающих многочисленные аспекты медицины и хирургии.
Заболевания, вызванные дефицитом питания в японских лагерях. M.R.C Специальный доклад № 274. H.M. Офис канцелярских товаров, Лондон, 1951.
Хирургия для стоматологов. Блэквелл, Оксфорд. (Четвертое издание, 1984 с Х. Е. Берри) 1954.
Трансплантация тканей и органов. Чарльз Томас Спрингфилд, Иллинойс 1960. Один и Много: Эдвин Стивенс Лекции для мирян. Королевское общество медицины, Лондон, 1970.
Наука и хирургия. Издательство Эдинбургского университета, Эдинбург, 1976. Взаимодействие рака и хозяина: его терапевтическое значение. Грун Страттон, Нью-Йорк, 1980.
Клеточная вариация и адаптация при раке: биологическая основа и терапевтические последствия. Издательство Оксфордского университета 1990.